# Immunité parlementaire
L'immunité parlementaire est une disposition du statut des parlementaires qui limite l'étendue des actes pour lesquels un parlementaire en activité peut être jugé durant son mandat.

## Allemagne
L'immunité parlementaire en Allemagne régit par plusieurs textes de loi :
- l'article 46 de la Loi fondamentale ;
- le Règlement du Bundestag, notamment son article 107 ;
- une décision du Bundestag concernant la levée de l’immunité de ses membres figurant à l’annexe 6 du Règlement de ladite assemblée ;
- de lignes directrices de la commission permanente du Bundestag chargée de la validation des élections, des immunités et du Règlement[2] relatives aux grands principes dans les affaires d’immunité rédigées sur le fondement de l'article 107 de ce règlement, également publiées dans l’annexe 6 de ce document.

Il est à noter qu'aucune loi fédérale n'accorde l'irresponsabilité ou l'inviolabilité aux membres du Bundesrat composé de membres des gouvernements des 16 Länder qui les nomment et les révoquent.
La Loi fondamentale, dans son article 46 aliéna 1 [Irresponsabilité et immunité] stipule : « Un député ne peut à aucun moment faire l'objet de poursuites judiciaires ou disciplinaires, ni voir sa responsabilité mise en cause d'une quelconque façon hors du Bundestag, en raison d'un vote émis ou d'une déclaration faite par lui au Bundestag ou dans l'une de ses commissions. Cette disposition ne s'applique pas aux injures diffamatoires. »,.
L’irresponsabilité (Indemnität) s’étend aux opinions ou votes en séance plénière ou en commission, à l’exclusion des déclarations faites hors 
du domaine parlementaire.

## Belgique
La Constitution belge, dans ses articles 58, 59 et 120, consacre l'immunité et l'irresponsabilité parlementaire pour les élus du parlement fédéral et des parlements régionaux.

## Canada
En droit canadien, les députés possèdent des privilèges parlementaires au sens où l'entend l'arrêt de principe New Brunswick Broadcasting Co. c. Nouvelle-Écosse (Président de l'Assemblée législative). L'octroi de privilèges aux parlementaires est une vieille tradition constitutionnelle britannique qui remonte au Bill of Rights et à la Magna Carta. Ces privilèges sont pour l'essentiel non-écrits et par conséquent, il serait hasardeux de tenter de les décrire de façon exhaustive. Toutefois, la plupart de ces privilèges existent pendant que les députés sont en Chambre et ils ont une bien moindre application hors de la Chambre. Par exemple, les députés ont une immunité de poursuite pour diffamation lorsqu'ils sont en Chambre, mais un député peut néanmoins en poursuivre un autre pour des faits survenus hors de la Chambre.
Outre les privilèges parlementaires, il existe aussi des immunités prévues par la législation. L'article 4 de la Loi sur le Parlement du Canada énonce quels sont les privilèges, immunités et pouvoirs du Sénat et de la Chambre des communes ainsi que de leurs membres :  a) ceux que possédaient, à l’adoption de la Loi constitutionnelle de 1867, la Chambre des communes du Parlement du Royaume-Uni et b) ceux que définissent les lois du Parlement du Canada. À l'Assemblée nationale du Québec, les articles 42 et suivants de la Loi sur l'Assemblée nationale énoncent de manière détaillée les immunités des parlementaires.

## États-Unis
Le premier article de la Constitution, section sixième dite Speech or Debate Clause, indique que sauf crime, trahison ou violation de la paix publique, les membres du Congrès ont une immunité. 43 législatures d'État consacrent également le principe.

## France
Depuis la Révolution française, à quelques exceptions, les législateurs sont protégés dans leurs fonctions.

## Italie
L'immunité parlementaire en Italie a été définie par l'article 68 de la constitution de 1947 qui stipule que « Les membres du Parlement ne peuvent être appelés à répondre des opinions exprimées et des votes émis par eux dans l'exercice de leurs fonctions. » et dont les dispositions d'application sont régies par la loi n°140 du 20 juin 2003. Celle-ci dresse une liste non limitative des actes couverts par cette immunité : le dépôt de projets ou de propositions de loi ; le dépôt d’amendements et de motions relatives à l’ordre du jour ; les motions et résolutions et  les  autres  interventions  « connexes » à l’activité parlementaire, y compris celles effectuées hors du Parlement. Cette immunité fut limitée en 1993, mais certains abus continuent ; par conséquent dans le jugement final, la parole de la Cour constitutionnelle annule souvent les décisions du Parlement pour protéger ses membres, donnant le feu vert pour les activités de la magistrature dans un rapport de huit à un.

## Suisse
L'immunité pour les propos tenus dans le parlement est consacrée par l'article 162 de la Constitution, elle est absolue. Pour les actes d'un parlementaire « en rapport direct avec ses fonctions ou ses activités », l'immunité est relative, ne concerne que les poursuites pénales et dépend des décisions des commissions pour son statut. Il existe deux Commissions des affaires juridiques (CAJ), une par chambre fédérale (Conseil national de 25 membres et Conseil des États de 13 membres) qui sont compétentes en cas de levée de l'immunité parlementaire. En plus de cette commission, le conseil national dispose également d'une commission temporaire, dite spéciale, la commission de l’immunité du Conseil national, compétente exclusivement dans ce cas.
Pour les parlements cantonaux, l'immunité parlementaire contre les poursuites pénales dépend de leurs législations, une latitude permise par l'article 7 du code de procédure pénale.

## Turquie
L'immunité parlementaire était prévue par l'article 83 de la Constitution turque de 1982. Elle a été supprimée en juin 2006 à la suite d'une proposition du parti au pouvoir, l'AKP, dans des conditions telles que plusieurs ONG promouvant la défense des droits de l'homme s'en inquiètent, car elle semble viser particulièrement les députés du Parti démocratique des peuples, pro-kurde.

## Parlement européen
D'après le protocole sur les privilèges et les immunités de l'Union européenne, les eurodéputés sont protégés de la même manière que les députés de la nation pour laquelle ils siègent. Dans les autres États membres, les eurodéputés bénéficient d'une immunité vis-à-vis de la détention et de procédures légales, excepté s'ils sont pris sur le fait. Cette immunité peut-être levée par « recours » auprès du Parlement européen de la part des autorités du pays en question. Un  tel recours est ensuite analysé par l'une des commissions parlementaires du Parlement européen.